# Grand Prix de Denain 1996
Il Grand Prix de Denain 1996, trentottesima edizione della corsa e valida come evento UCI categoria 1.4, si svolse il 25 aprile 1996 su un percorso totale di circa 189 km. Fu vinto dal ceco Ján Svorada che terminò la gara in 3h58'27", alla media di 47,557 km/h.
Al traguardo 115 ciclisti portarono a termine la gara.

## Ordine d'arrivo (Top 10)
| Pos. | Corridore             | Squadra          | Tempo    |
| ---- | --------------------- | ---------------- | -------- |
| 1    | Ján Svorada           | Panaria-Vinavil  | 3h58'27" |
| 2    | Michel Cornelisse     | TVM              | s.t.     |
| 3    | Emmanuel Magnien      | Festina-Lotus    | s.t.     |
| 4    | Giovanni Lombardi     | Polti            | s.t.     |
| 5    | Johan Capiot          | Collstrop-Lystex | s.t.     |
| 6    | Jaan Kirsipuu         | Casino           | s.t.     |
| 7    | François Simon        | GAN              | s.t.     |
| 8    | Christophe Leroscouet |                  | a 6"     |
| 9    | Thierry Marie         | Agrigel          | s.t.     |
| 10   | Christophe Capelle    | Force Sud        | s.t.     |